# Sopita Tanasan
Sopita Tanasan (23 de dezembro de 1994) é uma halterofilista tailandesa, campeã olímpica. 

## Carreira
Sopita Tanasan competiu na Rio 2016, onde conquistou a medalha de ouro na categoria até 48kg.